# You Turn Me On (Crystal Waters-dal)
A You Turn Me On című dal az amerikai Crystal Waters énekesnő kislemeze, mely a Kőbunkó (Encino Man) című vígjáték. egyik betétdala. A dalhoz készült remixeket a The Basement Boys csapat készítette, viszont slágerlistás helyezést nem ért el a dal, és albumon sem szerepel.

## Megjelenések
12"  US Hollywood Records – 0-66409
- A1	You Turn Me On (12" Vocal Mix) 8:55
- A2	You Turn Me On (Hump Mix) 6:35
- B1	You Turn Me On (Dub Mix) 5:35
- B2	You Turn Me On (Radio Edit) 4:02
- B3	You Turn Me On (Album Version) 3:52

## Külső hivatkozások
- Hallgasd meg a dalt a YouTubeon[4]
- Dalszöveg[5]